# 神棄之地 (電影)
《神棄之地》（英語：The Devil All the Time）是一部2020年美國心理驚悚電影，改編自唐納·雷·波拉克2011年的同名小說。由安東尼奧·坎波斯執導，傑克·葛倫霍、藍道爾·波斯特與導演本人共同編寫劇本。

## 劇情
1945年，時值第二次世界大战，美國海軍陸戰隊員韋勒·羅素在所罗门群岛服役時，找到了仍有呼吸的炮兵中士米勒·瓊斯的，但是瓊斯被日軍削掉頭皮，被釘上十字架。韋勒朝他的頭開槍，结束他的痛苦。戰後，韋勒踏上返回老家煤溪鎮的征途。途中他在俄亥俄州名叫米德的虛構小鎮駐足（實際上為該州的奇利科西），與當地咖啡廳的女服務員夏綠蒂·羅素一見鍾情。與此同時，自由攝影師卡爾·亨德森遇到了他之後的妻子珊蒂。三年後，夏綠蒂和韋勒喜結連理，搬到諾肯史提鎮，生下兒子亞文。
1950年，煤溪鎮。在一場大火上痛失家人、韋勒的舊情人海倫·赫頓即將要和牧師羅伊·拉弗提結婚。海倫之後生下女兒蕾諾拉後，羅伊在樹林裡用螺絲刀捅死她。羅伊被蜘蛛咬傷，在幻覺的驅使下，他認為自己有復活人的能力。清醒過來後，羅伊決定回去找女兒，女兒這時由韋勒的母親艾瑪和叔叔厄斯可看管。路上羅伊搭了卡爾和珊蒂的順風車，但猛然發現他們是連環殺手。他們殺掉坐車的男性乘客後，回拍下照片，用來滿足卡爾的戀屍癖好。隨著越來越多人死在他們手上（包括羅伊），珊蒂對卡爾的厭惡也是與日俱增。
1957年，諾肯史提鎮。韋勒在他家後面修了一所修道院，之後經常來到這裡緬懷米勒。儘管他心境開始信仰宗教，他還是教已經9歲的兒子亞文被人欺負時要學會以牙還牙。彼時夏綠蒂被診斷出癌症，韋勒開始瘋狂祈禱，盼望她能康復，還拉上亞文，之後還把亞文的狗傑克殺死，用來供奉上帝，還用十字架給自己上吊。夏綠蒂後來去世，韋勒含恨自殺。腐敗的警察李·柏德克即珊蒂的哥哥看了韋勒的屍體後，亞文搬到煤溪鎮，和艾瑪、厄斯可以及被兩人收養的蕾諾拉一起生活。
1965年，厄斯可將父親的魯格手槍送給亞文，作為他的生日禮物。在教堂，亞文一家遇到新來的牧師布萊斯頓·提格丁。百樂餐進行時，布萊斯頓當著大家的面，說為了犧牲小我而屈就艾瑪的鸡肝，這讓艾瑪非常難堪，亞文從此怨恨他。幾天後，亞文暴打了載過蕾諾拉的一群惡霸，而虔誠的蕾諾拉在布萊斯頓的引誘下，和他發生了性關係。蕾諾拉後來懷孕，去找布萊斯頓，對方矢口否認，還建議她去墮胎。蕾諾拉不想給家人蒙羞，跑去穀倉上吊，雖然最後一刻回心轉意，但被絆倒，最終窒息而亡。
亞文知道蕾諾拉懷孕，於是打算找到元兇。他跟蹤布萊斯頓好幾個禮拜，親眼目的布萊斯頓勾引其他女孩，便篤定孩子的父親就是他。跟艾瑪和厄斯可道別後，亞文衝進教堂找布萊斯頓，用魯格手槍打死他，之後逃到鎮上。亞文想把小狗傑克埋掉，於是啟程回到諾肯史提鎮，路上搭了一輛順風車，開車的人正是卡爾和珊蒂。亞文掃到卡爾身上的手槍，機智斷定他一定會圖謀不軌，便出於自衛殺了夫婦倆。
亞文來到諾肯史提鎮後，鎮上的警長李·柏德克了解到珊蒂和布萊斯頓遇害，以及亞文是頭號嫌疑人的情報。為了保持自己執法者的形象，李先燒掉了卡爾和珊蒂犯法的證據，再去找亞文報仇。兩人在修道院對峙，亞文打死李。亞文逃跑前，將珊蒂犯罪的證據放入李的口袋，之後將小狗傑克連同魯格手槍一同埋在修道院。之後亞文坐上一位嬉皮士的順風車，去辛辛那提。途中，亞文回想起自己的童年，開始打瞌睡，沉思自己往後將會像父親走過的路一樣，去越南作戰，做了別人的丈夫，成為兒子的人父。

## 演員
- 汤姆·赫兰德 飾 阿尔文·罗素（Arvin Russell）
- 比爾·史柯斯嘉 飾 威拉德·罗素（Willard Russell）
- 芮莉·克亞芙 飾 桑迪·亨德森（Sandy Henderson）
- 傑森·克拉克 飾 卡尔·亨德森（Carl Henderson）
- 賽巴斯汀·史坦 飾 警长李·博德克（Sheriff Lee Bodecker）
- 海莉·班奈特 飾 夏洛特·罗素（Charlotte Russell）
- 伊麗莎·斯坎倫 飾 雷诺拉·拉费蒂（Lenora Laferty）
- 蜜雅·娃絲柯思卡 飾 海伦·哈顿（Helen Hatton）
- 哈利·米尔林 飾 羅伊·洛夫提（Roy Laferty）
- 羅伯·派汀森 飾 牧师普列斯顿·提嘉定（Reverend Preston Teagardin）
- 提姆·布雷克·尼爾森 飾 加油站服务员

## 制作
主体拍摄于2019年2月19日在阿拉巴马州启动，取景地包括该州的布朗特县、安尼斯敦、迪兹维尔（Deatsville）、佩尔城、伯明翰和蒙特瓦洛，2019年4月15日杀青。

## 發行
該片於2020年9月11日在美國部分影院上映，於2020年9月16日開始在串流媒體Netflix上線。

## 评价
聚合網站爛番茄评论101条，新鲜度65%，平均得分6.33/10。网站共识写道：“《神弃之地》陷入令人感到难受、像被人惩罚一样的压抑中，但这种情绪被出色的演员阵容抵消了”。Metacritic评论32条，平均得分56/100，表示“褒贬不一或口碑平平”。

## 外部連結
- 互联网电影数据库（IMDb）上《神棄之地》的资料（英文）
- 在Netflix上觀看《神棄之地》
- 爛番茄上《神棄之地》的資料（英文）
- Metacritic上《神棄之地》的資料（英文）
- 豆瓣电影上《神棄之地》的資料 （简体中文）